# Lydda Franco Farías
Lydda Franco Farías (San Luis, Estado Falcón, Venezuela, enero de 1943-2 de agosto de 2004, Maracaibo) fue una poeta venezolana marcada por el espíritu de la década de los 60, poseedora de una lírica feminista y contestataria. En 1963 fijó residencia en la ciudad de Maracaibo, capital del Estado Zulia. Allí vivió hasta su muerte. Su fama se acrecentó entre los años 1999 y 2002. Recibió el Premio Regional de Poesía en 1995. En septiembre de 2014, el Ministerio del Poder Popular para la Cultura, junto a la Red de Escritores de Venezuela, Capítulo Zulia, organizó la I Bienal Nacional de Literatura Lydda Franco Farías.

## Obra poética
Poemas circunstanciales. Policrom, Caracas, 1965.
Las armas blancas. 1969
Edad de los grandes ataúdes (coautoría con Ricardo Ruiz Caldera y José Parra Finol). Ediciones Cal y Agua. Maracaibo, 1977.
Summarius. Asamblea Legislativa del Estado Falcón, Coro, 1985.
A/Leve. 1991.
Estar en el envés. s/e, 1993.
Recordar a los dormidos. Ediluz. Maracaibo, Vicerrectorado Académico, Facultad de Humanidades, Universidad del Zulia, 1994.
Bolero a media luz. Ediciones Mucuglifo. Dirección Sectorial de Literatura del Conac, Mérida, 1994.
Descalabros en obertura mientras ejército mi coartada. Gobernación del Estado Zulia. Secretaria de Cultura/Universidad del Zulia, Dirección de cultura, Maracaibo, 1994.
Estante. s/e, 1994.
Una. Ediciones de la Secretaría de Cultura del Estado Zulia y la Asociación Cultural del Caribe (Asocaribe), 1998.
Aracné, s/e, 2000.
Antología. Universidad Nacional Experimental Francisco de Miranda, Dirección de Cultura, Fondo Editorial del Estado Falcón, Incudef, 2002.
Antología poética. Monte Ávila Editores. Caracas, 2004.

## Obras poéticas publicadas
- Poemas circunstanciales (1965)
- Las Armas Blancas (1969)
- Summarius (1985)
- Recordar a los dormidos (1994)
- Bolero a media luz (1994)
- Una (enlace roto disponible en Internet Archive; véase el historial, la primera versión y la última). (1998)
- Aracné (2000)
- Antología poética (2002)